# Doom (film)
Doom är en amerikansk science fiction/action film från 2005 baserad på datorspelen i Doom-serien. Filmen släpptes 21 oktober 2005 i USA.

## Handling
Bakgrunden till filmen är att arkeologer funnit en portal till Mars som används för att bygga en forskningsbas på planeten. Doom utspelar sig på forskningsbasen där en grupp kommandosoldater kämpar mot zombieliknande varelser som blivit smittade av ämnet C24 (kromosom 24) efter att ett experiment gått snett. De måste hindra monstren från att ta sig till jorden genom portalen, en grundintrig som kompliceras då det under uppdragets gång uppstår meningsskiljaktigheter inom i gruppen om hur man ska tolka sina order och nå sitt mål. Den enkla handlingen gör att filmen bygger mer på karaktärerna och den stämning som byggs upp genom musik och miljöer. De ockulta inslagen i spelen (i vilka antagonisterna är demoner) har tonats ner kraftigt.

## Rollista
- Karl Urban (John Grimm)
- Rosamund Pike (Samantha Grimm)
- Razaaq Adoti (Duke)
- The Rock (Dwayne Johnson)(Sarge)
- Dexter Fletcher (Pinky)
- Ben Daniels (Goat)
- Al Weaver (The Kid)
- Richard Brake (Corporal Dean Portman)
- Yao Chin (Mac)
- Deobia Oparei (Destroyer)
- Brian Steele (Hell Knight/Curtis Stahl)
- Robert Russell (Dr. Carmack)
- Daniel York (Lt. Huengs)
- Ian Hughes (Sandford Crosby)
- Sara Houghton (Dr. Jenna Willits)

## Om filmen
- FPS-sekvenserna tog 14 dagar att spela in.
- The Rock erbjöds huvudrollen men valde att istället spela Sarge.
- Namnen Dr. Todd Carmack och Dr. Willits är referenser till Todd Hollenshead, John Carmack och Tim Willits, några av Doom-spelens utvecklare.